# HD 144432
HD 144432 (HIP 78943 / Hen 3-1141 / SAO 184124) es una estrella en la constelación del Escorpión de magnitud aparente +8,16.
Su posición en el cielo sugiere la pertenencia a la asociación estelar Scorpius OB2 —distante unos 470 años luz del sistema solar—, aunque la paralaje medida por el satélite Hipparcos implica una distancia mayor de aproximadamente 815 años luz.
HD 144432 es una estrella Herbig Ae/Be de tipo espectral A7. Estas son estrellas pre-secuencia principal que aún se encuentran en fase de formación estelar y cuya masa se halla comprendida entre 2 y 8 masas solares.
La masa de HD 144432 es de 2,26 masas solares y su edad se cifra en 3870 años.
Con una temperatura de 8128 K, es, al menos, 30 veces más luminosa que el Sol.
Al igual que otras estrellas semejantes, se halla rodeada por un disco circunestelar, cuya masa se estima en 0,037 masas solares.
Asimismo, un débil campo magnético ha sido detectado en esta estrella.
Un objeto tenue, visualmente a 1,4 segundos de arco, comparte movimiento propio con HD 144432. Se piensa que es una estrella de tipo K2, la cual, si se considera que la distancia que nos separa de ellas es de 472 años luz, tendría la misma edad que HD 144432, formando las dos un sistema binario.